# Leptogaster kashgarica
Leptogaster kashgarica là một loài ruồi trong họ Asilidae. Leptogaster kashgarica được Paramonov miêu tả năm 1930. Loài này phân bố ở vùng Cổ Bắc giới và châu Á.